# Miranda NG
Miranda NG je računarski program, klijent s više protokola za slanje trenutačnih poruka. Program je otvorenog koda pod licencijom GNU GPL i radi pod operacijskim sustavom Microsoft Windows.

## Arhitektura
Miranda NG je klijent koji je sagrađen na modularnom principu, njegove funkcije se proširuju i modificiraju korištenjem različitih dodataka (Plug-in), uključujući i module za protokole. Osnovni paket sastoji se od samog programa i nekoliko najvažnijih dodataka, a korisnik s Web stranice programa može preuzeti neke iz mnoštva dodataka, zavisno od svojih potreba. Nekorišteni moduli se mogu obrisati.
Miranda NG ima nebrojene mogućnosti za promjenu izgleda i funkcionalnosti. Napredni korisnici mogu podesiti mnoge funkcije programa i dodataka, a manje iskusni korisnici se lako snalaze, zahvaljujući jednostavnom i razumljivom sučelju.
Ako se ne koriste dodaci za šaren izgled, Miranda zahtijeva vrlo malo računarskih resursa, pa se može koristiti i na slabijim računalima, kao npr. PC 200 MHz / 64 MB RAMa.

## Osobine
- Prilagodljiv izgled i funkcionalnost prema osobnim potrebama,
- Organizacija i upravljanje stotinama imena u kontakt listama u više IM mreža
  - Promjena imena sugovornika,
- Kompletna arhiva baze poruka
  - Jednostavno vraćanje ili brisanje uz pomoć dodataka DB Tool ili History Sweeper,
- Detalji ili slike korisnika vidljivi pri prelaženju mišem iznad imena,
- Nema reklama,
- Kompaktan i prijenosan: s nekoliko dodataka staje na disketu od 1,44 MB,
- Ne instalira se, pa se može pokrenuti s diskete ili USB memorije,
- Sigurnost/privatnost: povijest snima na tvrdi disk,
- Ima male zahtjeve za memorijom,
- Radi pod OS Windows 95 i novijim,
- Ima Unicode podršku.

## Podržani protokoli
Protokoli su podržani kroz odgovarajuće module. Moduli se uključuju i isključuju po potrebi.
- AIM,
- Bonjour,
- Battle.net,
- Facebook,
- Fetion,
- Gadu-Gadu,
- Inter-Asterisk eXchange,
- ICQ,
- IRC,
- Jabber (ovaj protokol koristi Google Talk, odnosno Google chat),
- Lotus Sametime,
- NetSend,
- MySpace,
- .NET Messenger Service (MSN),
- Tencent QQ,
- SIP,
- Skype (zahtijeva aktivan Skype),
- Tlen.pl,
- Xfire,
- Yahoo! Messenger.

## Povijest
Autor Mirande IM je Roland Rabien, a prva verzija pod imenom "Miranda ICQ" pojavila se 2. veljače 2000. Verzija 0.0.1 bila je samo klon popularnog programa ICQ. Koristila je biblioteku LibICQ i nije imala podršku za povijest i bazu poruka, kao ni podršku za dodatke. Veličina je bila ispod 100 kB.
Kad su originalni autori napustili projekt, preuzeo ga je Richard Hughes. On je iznova napisao kod i izvršio reorganizaciju. Od verzije 0.1.0.0 izdate 8. travnja 2001. praktički počinje ubrzani razvoj Mirande. Uveden je modularni princip, dodati su novi protokoli, višejezička i unicode podrška.

## Vanjske poveznice
- Official Miranda NG Website
- Official Miranda NG Wiki
- Official Miranda NG source
- Original Miranda IM source
- Službena Web stranica Mirande  Arhivirana inačica izvorne stranice od 9. studenoga 2008. (Wayback Machine)
- Stranica projekta na code.google.com
- Miranda Wiki  Arhivirana inačica izvorne stranice od 6. siječnja 2009. (Wayback Machine)
- Miranda IM Čarobnjak za odabir komponenti  Arhivirana inačica izvorne stranice od 4. prosinca 2013. (Wayback Machine)